# Коссак, Ежи
Ежи Коссак родился в семье Войцеха и Марии, урождённой Кисельницкой, герба Топор. Он был братом Магдалены Самозванец и Марии Павликовской-Ясножевской, внуком Юлиуша Коссака. Он окончил среднюю школу Сент-Джонс. Яцека в Кракове, а затем Кадетскую школу .
Он вырос, наблюдая за работой своего деда и отца. Уже в детстве он проявил немалый художественный талант и подавал большие надежды своему отцу Войцеху. Однако он не проявил особого желания учиться в школе; Он также не учился ни в одной художественной школе. Он оттачивал свой талант в студии отца. Его первая выставка состоялась в 1910 году в Кракове, в Обществе друзей изящных искусств. Его талант был замечен, и представленный на выставке наполеоновский цикл получил положительные отзывы. Во время Первой мировой войны он служил на итальянском фронте в звании лейтенанта австро-венгерского уланского полка. В межвоенный период он работал в студии, созданной Войцехом, чтобы спасти финансовое положение семьи. Будучи капитаном, он был инструктором по вождению в Школе водителей в Тарнове. Помимо живописи он увлекался конным спортом и охотой. У него была собственная лошадь, и он участвовал в конных соревнованиях, охотничьих скачках и верховой езде. Он был членом Ассоциации польских художников, а также Краковского клуба верховой езды, Братства стрелков и Охотничьего общества Святого Хуберта и Автомобильного клуба в Кракове. Во время Второй мировой войны и в трудные послевоенные годы массовое производство картин позволило художнику, находящемуся в долгах, выжить, но творчество живописца в плане качества сильно пострадало.

## Личная жизнь
Он был женат дважды: от первого брака, заключённого в 1911 году, с помещицей Эвой Каплинской (1890–1940), у него была дочь Мария (1917–1988), а от второго брака, с Эльжбетой Дзенчёловской-Смяловской (1910–1975), — две дочери, Глория и Симона. До конца жизни он жил со своей второй женой и дочерьми в Коссаковке — родовом поместье Коссаков, купленном его дедом Юлиушем.
После смерти в 1955 году он был похоронен в семейном склепе на Раковицком кладбище (участок XIIB-северо-левый от семьи Вендрыховских).

## Творчество
Ежи Коссак жил в тени своего знаменитого отца, с самого начала своей творческой карьеры подражал ему, выбирал те же темы, иногда даже писал те же картины, что и он. Во время службы в армии он написал множество военных сцен. В межвоенные годы он вернулся к наполеоновской теме, которую уже оставил его отец. Затем он написал картины «Отступление Наполеона из Москвы» (1927), «Битва у пирамид» (1927), «Гусар с лошадью на фоне зимнего пейзажа» (1938). Борьбу польских легионов он увековечил на полотнах: «Преследование 6-го уланского полка за большевиками» и «Преследование улан Креховецких за большевиками», майор Эдвард Рыдз Смиглы во главе 3-го батальона 1-й бригады легионов, ведущей атаку на русские позиции под Лясками 28 октября 1914 года, «Преследование улан за казаками» (1938). Он был знаком и с фольклорными темами: писал краковские и горские свадьбы, сцены охоты («Бег охотников с собаками за оленем», 1927). Из-под его кисти вышло множество портретов.
Он не оправдал ожиданий своего выдающегося отца. У него не было больших амбиций или творческой независимости, и он так и не выработал свой собственный индивидуальный стиль. Он не совершил ни одного путешествия, необходимого для развития его художественного стиля.